# Calimero
Calimero (jap. カリメロ) ist eine italienische Zeichentrickfigur, zu der eine japanische Anime-Fernsehserie und in den 2010er Jahren eine Computeranimationsserie produziert wurde. Die Figur eines schwarzen Kükens mit einer Eierschale auf dem Kopf wurde bereits im Juli 1963 als Werbefigur erfunden.
Die Anime-Fernsehserie handelt von Calimero, der in Palermo lebt und mit seiner Freundin Priscilla und weiteren Bewohnern viele Abenteuer erlebt.

## Produktion und Veröffentlichung
1972 produzierte das japanische Studio Toei Animation eine 47-teilige Anime-Fernsehserie mit der Figur Calimero. Dabei führten Kazuya Miyazaki, Takeshi Tamiya und Yugo Serikawa Regie, das Charakter-Design stammt von Shinya Takahashi und die künstlerische Leitung übernahm Hideo Chiba. Die Erstausstrahlung fand vom 6. Januar 1972 bis 6. Juni 1973 durch den Sender TROS in den Niederlanden statt. Die Serie wurde in Japan vom 15. Oktober 1974 bis zum 30. September 1975 von TV Asahi ausgestrahlt.
Der Anime wurde unter anderem auf Französisch auf dem Sender TF1, RTL4 und TROS ausgestrahlt. Die Serie wurde auch auf Italienisch übersetzt. Die deutschsprachige Ausstrahlung fand am 5. Oktober 1972 auf dem Sender ZDF statt. Später wurde er auf den Sendern RTL II, ORF 1 und SRF 1 ausgestrahlt.
Im Jahr 1992 wurde eine zweite Staffel mit 52 Folgen von Toei Animation produziert. Diese wurde erstmals vom 15. Oktober 1992 bis zum 9. September 1993 ausgestrahlt. Sie wurde auch auf Französisch auf Teletoon TPS und 1996 auf TF1 gezeigt.

### Synchronsprecher
Die Synchronisation entstand bei MME Studios in Berlin, unter Regie und mit Dialogbuch von Eberhard Storeck. Für die zweite Staffel schrieb Angelika Wehbeck das Dialogbuch.
| Rolle           | Japanischer Sprecher (Seiyū)                         | Deutscher Sprecher                                       |
| --------------- | ---------------------------------------------------- | -------------------------------------------------------- |
| Calimero        | Katsue Miwa (Staffel 1) Shinobu Adachi (Staffel 2)   | Wolfgang Ziffer                                          |
| Priscilla       | Michiko Nomura (Staffel 1) Akemi Okamura (Staffel 2) | Christa Häussler (Staffel 1) Daniela Reidies (Staffel 2) |
| Emily           |                                                      | Sonja Scherff                                            |
| Bobby           | Ken'ichi Ogata                                       | Wolfgang Völz                                            |
| Butta           | Masako Nozawa                                        | Horst Gentzen                                            |
| Calimeros Vater | Ken'ichi Ogata                                       | Eberhard Storeck                                         |
| Deppa           | Sachiko Chijimatsu                                   | Renate Danz                                              |
| Eule            | Jōji Yanami                                          | Franz Otto Krüger                                        |
| Pierro          | Kaneta Kimotsuki                                     | Edith Hancke                                             |

### Musik
Die Musik der 1. Staffel wurde von Tadashi Kinoshita komponiert. Der Vorspanntitel des Originals, Boku wa Calimero (ぼくはカリメロ, Boku wa Kalimero) und die Abspannlieder Suki nano Priscilla (好きなのプリシラ, Suki nano Purishira) und Kono Kao da are? (この顔だあれ？) wurden gesungen von Rina Yamazaki. Die Texte stammen von Taichi Yamada und Takeshi Yoshida.
Die Musik der 2. Staffel stammt von Junnosuke Yamamoto. Als Vorspannlied wurde Nē! Calimero (ねぇ!カリメロ) und als Abspannlied Koi ni Ki o Tsukete (恋に気をつけて) verwendet, jeweils gesungen von Raspberry.